# A Night In with Boy George: A Chillout Mix
A Night In with Boy George: A Chillout Mix è una compilation, mixata dal cantante anglo-irlandese Boy George, in veste di DJ, uscita alla fine del 2002.
Sempre più lontano dai suoi giorni di cantante di successo, Boy George continua la sua nuova carriera di DJ indipendente, con il suo secondo album di mix, pubblicato per l'etichetta Moonshine. Nel mese di agosto del 2002, la Moonshine Records aveva, infatti, già pubblicato una DJ compilation, mixata dallo stesso Boy George, intitolata A Night Out with Boy George: A DJ Mix, costituita per lo più da brani techno house, dai ritmi piuttosto tirati, e una miscela di suoni piuttosto curiosa, destinata ad un ascolto notturno («night»), nei locali («out») e ballabile («a DJ mix»).
A ottobre dello stesso anno, esce il séguito della raccolta, dal titolo quanto meno appropriato di A Night In with Boy George: A Chillout Mix. A differenza del sound high-energy e progressive house della prima compilation - sound che George ha fatto suo, nel corso dei primi anni del Nuovo Millennio, promuovendolo nelle discoteche e nei club, che hanno ospitato le sue serate da DJ - la seconda raccolta abbraccia invece lo stile downbeat che si è diffuso nella stessa epoca e, come suggerisce il titolo, presenta un mix di musica pensato, più che altro, per un ascolto domestico («in»), sempre rigorosamente notturno («night»), ma molto più rilassato («chillout»).
L'idea di questo nuovo album è che DJ George mixa insieme un'ampia ed eclettica serie di rarità down-tempo, che è alquanto improbabile ascoltare altrove, in particolare in un contesto simile, e che costituisce, allo stesso tempo, uno spaccato dei gusti musicali dell'artista, una selezione della musica che il Boy ascolta, nelle sue lunghe notti solitarie, tra le quattro mura di casa propria. Infatti, l'intero lavoro è permeato da una vibrazione intima, unica e fortemente individuale. In quanto tale, A Night In with Boy George: A Chillout Mix non potrebbe essere più diverso dagli altri album di mix di George, che hanno cercato invece di conformarsi al trend più diffuso. Non è assolutamente il caso di questa compilation, anzi, al contrario, la nuova raccolta non si regge affatto sulla reputazione del Boy ex cantante, per distinguersi dalla miriade di altre compilation simili, presenti sul mercato.
George presenta 15 tracce in totale, soltanto 2 delle quali sono accreditate ad artisti ben noti (Röyksopp, Can), mentre il resto sembra basarsi su una scelta del tutto casuale, che dà un risultato quanto meno bizzarro. Ovviamente, si va ben oltre la semplice casualità, in questa specie di raccolta di mix chillout, da ascoltare la notte, preferibilmente molto tardi, specialmente per quanto riguarda il missaggio. Nel complesso, la raccolta di tracce su questo disco è composta da pezzi alquanto diversi l'uno dall'altro (i bpms variano in modo a dir poco selvaggio, così come il tono e l'atmosfera generale), che spaziano da ritmi down tempo ad atmosfere jazz, passando per l'hip-hop, e proponendo persino un pizzico di alternative rock.
L'interesse che suscita l'album è da rintracciare proprio nella grande diversità di generi: è senza dubbio un punto di forza di DJ George riuscire ad infilare in una stessa collection tutto quanto riesca ad appagare i sensi, soprattutto quando càpita di non sapere esattamente di che umore si sia. Qualsiasi DJ professionista è perfettamente cosciente della difficoltà implicita nel mixare brani come questi. La cosa più difficile nella realizzazione di un mix così assortito consiste nel riuscire a mantenerne la fluidità. E questo è infatti uno dei limiti del lavoro, sotto questo aspetto riuscito soltanto per metà. Uno degli esempi più significativi è rappresentato dal brusco passaggio dalla traccia 4 alla traccia 5: la prima, "World Crashes Down", nonostante il devastante titolo («il mondo sta crollando giù»), costituisce una delle canzoni più semplici, dirette, rilassate e rilassanti dell'intero disco, mentre la seconda è uno scatenato pezzo hip hop, intitolato "The Good Life". Da sola, "The Good Life" è un brano con tutte le carte in regola, che perde però il suo appeal, nel momento in cui viene gettata nella mischia, quasi schizofrenica, della track listing.
Il vero difetto dell'album non risiede, comunque, nella semplice diversità, ma nel non aver saputo riconoscere la vera linea di confine, che separa il semplicemente diverso dal completamente differente, e alcune tracce sulla compilation appartengono proprio a questa seconda categoria. Nonostante ciò, DJ George prosegue dritto per la sua strada, riuscendo a cavarsela spesso con semplici finali sfumati, invece di cercare di amalgamare, a tutti i costi, le differenti velocità. Il mix che ne risulta è indubbiamente un vero e proprio miscuglio, più che una miscela, che unisce canzoni della fine degli anni novanta a pezzi di inizio millennio, la maggior parte dei quali sono caratterizzati da una sorta di strumentazione elettronica, oltre che da qualche tipo di elemento organico di fondo, di solito accenni di voci o chitarre. A parte tutto ciò, la cosa più importante è che A Night In with Boy George: A Chillout Mix è una compilation atipica, rispetto agli altri mix di DJ George. Come accennato, i fans più radicali e affezionati del Boy possono ricavare dall'ascolto di questo album una nitida istantanea, rappresentativa dei gusti casalinghi dell'artista, i pezzi che l'uomo George sente a casa, nella solitudine notturna; gli altri, anche i fans casuali, potranno invece trovare la compilation veramente casuale e forse addirittura strana.
A due mesi dalla sua uscita, vale a dire nel mese di dicembre del 2002, A Night In with Boy George: A Chillout Mix è stata riunita con la precedente compilation mixata da Boy George, pubblicata dalla Moonshine ad agosto, A Night Out with Boy George: A DJ Mix, in un doppio album, appropriatamente intitolato A Night In and Out with Boy George: A DJ Mix, che ripropone, insieme, il mix di agosto e quello di ottobre.

## Tracce
1. Bardot (Marden Hill) – Marden Hill - 5:56
2. So Easy (Torbjørn Brundtland/Svein Berge) – Röyskopp - 3:38
3. Stick It To 'Em (N.D.) – Jadell - 4:17
4. World Crashes Down (N.D.) – Kid Galahad - 5:10
5. The Good Life (J Smith) – Mr Live - 2:58
6. Not My People (Traditional/Away Team) – Away Team featuring Alabama Singers - 4:27
7. Presto (C. Wilson) – Blueprint - 6:20
8. Vitamin C (Irmin Schmidt/Michael Karoli/Jaki Liebezeit/Martin Schuring/Keiichi Susuki) – Can - 3:32
9. Preacher Man (Torbjørn Brundtland) – Doc L Junior  - 7:06
10. Agustine (Blair Jollands) "Away Team Half Vocal Mix" – El Hula - 5:15
11. Burning Up (N.D.) – Alpinestars - 4:29
12. We Can Walk It Out (N.D.) – Benchplayer - 5:05
13. Terrapin (Simon Green) – Bonobo - 4:15
14. Sail On (N.D.) – Charlie Mills featuring Blank Space - 4:58
15. AAJ Mera Jee Kardaa (Mychael Danna) – Mychael Danna - 5:40

## Credits
- Boy George: dee-jay e performer principale
- Jack Millman, Marden Hill, C. Wilson, Jim Abbiss, Torbjørn Brundtland, Svein Berge: produzione
- Bel: tecnico del suono
- Jeff Aguila: design
- Andre Csillag: fotografia

## Dettagli pubblicazione
| Paese | Data | Etichetta       | Formato | N° Catalogo |
| UK    | 2002 | Moonshine Music | CD      | MM 90185-2  |
|       |      |                 |         | MSN 80175-2 |